# 特羅亞尼 (諾維布格區)
47°32′0″N 32°27′29″E / 47.53333°N 32.45806°E
特羅亞尼（烏克蘭語：Трояни），是烏克蘭南部的村莊，隸屬尼古拉耶夫州的巴什坦卡區。該村面積0.7平方公里，海拔高度73米，2022年人口188，人口密度每平方公里291.4人。